# Six Jours de Hambourg
Les Six Jours de Hambourg, das Sechstagerennen von Hamburg,  sont une course de six jours, organisée à Hambourg, en Allemagne. Une seule édition est organisée en 1911.

## Palmarès
| Année | Vainqueur              | Deuxième                    | Troisième                   |
| ----- | ---------------------- | --------------------------- | --------------------------- |
| 1911  | Franz Suter Paul Suter | Willi Marx Fritz Stellbrink | Fritz Althof Rudolf Rüdiger |